# الطيلمون
الطيلمون هي منطقة ريفية تقع جنوب غرب مدينة سلوق وتبعد عنها نحو 11 كيلومتر، في شرق ليبيا 

## شخصيات
ولد في منطقة الطيلمون الشيخ منصور المحجوب 

## معالم
توجد في منطقة الطيلمون زاوية الطيلمون وهي زاوية لها أهمية في حركة السنوسية، حيث كانت تسمى صرة الزوايا نظرا لأهميتها وموقعها الجغرافي ولأنها كانت تمد الزوايا بالغلال (القمح، والشعير)، وتحولت الزاوية إلى مسجد بعد 1969